# Пйотрковиці (Конінський повіт)
Пйотрковиці (пол. Piotrkowice) — село в Польщі, у гміні Слесін Конінського повіту Великопольського воєводства.
Населення — 532 особи (2011).
У 1975-1998 роках село належало до Конінського воєводства.

## Демографія
Демографічна структура станом на 31 березня 2011 року:
|          | Загалом | Допрацездатний вік | Працездатний вік | Постпрацездатний вік |
| -------- | ------- | ------------------ | ---------------- | -------------------- |
| Чоловіки | 282     | 56                 | 201              | 25                   |
| Жінки    | 250     | 57                 | 139              | 54                   |
| Разом    | 532     | 113                | 340              | 79                   |